# Sebastián Figueroa
Sebastián Alberto Figueroa Melo (Santiago, 29 de abril de 1983) es un ingeniero y político chileno. Fue Seremi de Educación de la Región de O'Higgins y en 2023 se desempeñó como consejero constitucional de Chile.

## Biografía
Nació en Santiago el 29 de abril de 1983. Sus padres son Carlos Figueroa Vera y de Lorena Melo Castañón.
Estudió en el Colegio Cumbres y en 2001 ingresó a la Pontificia Universidad Católica de Chile a estudiar Ingeniería Comercial, con un MBA, en la misma universidad. Para entonces, el presidente de la FEUC era Alejandro Arrau, quien lo invitó a formar parte del movimiento gremial.
Se encuentra casado con Javiera Larraín, una periodista de la Pontificia Universidad Católica de Chile, con quien es padre de dos hijas y dos hijos.

### Carrera laboral y política
Figueroa fue director del programa de jóvenes de la Fundación Jaime Guzmán. Entre 2009 y 2010 trabajó como jefe del Departamento de Administración de Educación Municipal de Paine.
Fue Seremi de Educación de la Región de O'Higgins, desde el 12 de marzo de 2010, lo fue por más de un año, cargo que dejó para ser jefe de gabinete del Subsecretario de Educación Fernando Rojas.
Entre 2015 y 2020 se desempeñó en diversos cargos gerenciales en la Asociación Chilena de Seguridad (ACHS). También fue director de la Corporación de Salud y Educación de Las Condes. Entre 2020 y 2023, fue director ejecutivo del Centro de Colaboración Empresarial de la Facultad de Ingeniería de la Universidad del Desarrollo.
Se presentó a las elecciones de consejeros constitucionales de 2023 en representación de la Región de O'Higgins, donde obtuvo la primera mayoría en su circunscripción.

## Historial electoral

### Elecciones de consejeros constituyentes de 2023
- Elecciones de consejeros constitucionales de 2023, para la Circunscripción 8 (Región de O'Higgins)[7]